# Chalcosyrphus victoriensis
Chalcosyrphus victoriensis är en tvåvingeart som först beskrevs av Ferguson 1926.  Chalcosyrphus victoriensis ingår i släktet mulmblomflugor, och familjen blomflugor. Inga underarter finns listade i Catalogue of Life.